# Julie Mehretu

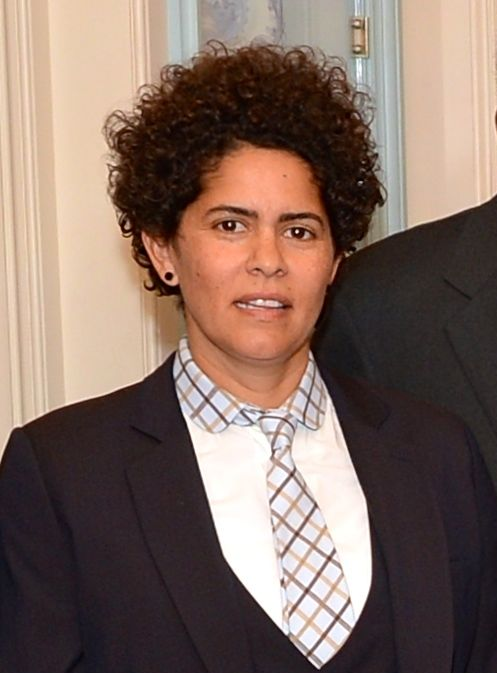
Julie Mehretu

Julie Mehretu (* 1970 in Addis Abeba) ist eine US-amerikanische Malerin.

## Leben
Julie Mehretu wurde 1970 als erstes Kind eines äthiopischen Collegeprofessor und einer amerikanischen Lehrerin in Addis Abeba, Äthiopien geboren. Sie floh aus dem Land im Jahr 1977 und zog nach East Lansing, Michigan, wegen der Lehrtätigkeit ihres Vaters an der Michigan State University.
1992 machte sie ihren Abschluss Bachelor of Fine Arts am Kalamazoo College in Michigan. Nach einem Auslandsjahr an der Université Cheikh Anta Diop de Dakar, Senegal, besuchte sie die Rhode Island School of Design in Providence, die sie 1997 mit dem Master of Fine Arts abschloss. 2017 wurde sie in die American Academy of Arts and Letters aufgenommen und 2021 folgte die Aufnahme als ordentliches Mitglied in der National Academy of Design.
Seit 1999 lebt und arbeitet Julie Mehretu in New York City; sie teilt ihr Atelier mit ihrer Partnerin Jessica Rankin.

## Werk
Tragendes Element und Ausgangspunkt ihrer großformatigen und hochkomplexen Gemälde sind architektonische und urbanistische Pläne, die vielfältige Bewegungsarten andeuten: Flugrouten, Flughäfen, Wind- und Wasserströmungen, Autobahnen, U-Bahnen oder Telefonnetze.
Die Künstlerin kombiniert in ihren Arbeiten Malerei und Zeichnung; sie spricht selbst von „drawing into painting“.
In der Gesamtschau erscheinen die Gemälde aus mehrlagigen Kunstharzschichten abstrakt, während im Detail narrative Elemente lesbar werden.
So verwendet Mehretu kleinteilige Symbole der Konsumwelt: Werbegrafiken und Firmenlogos aber auch Graffiti, Tatoos und Comics.
Die Pinselführung Mehretus erinnert zum Teil an chinesische Kalligrafie. Es lassen sich aber auch formale Verbindungen zum Werk Wassily Kandinskys oder Kasimir Malewitschs ziehen.
Migration und Krieg, Autobiografisches und Visionäres bildet die Grundlage für ihre suggestiven Bildwelten, die als Metaphern globalisierter gesellschaftspolitischer Verhältnisse des beginnenden 21. Jahrhunderts gelesen werden können.

## Werke (Auswahl)
- 2024: BMW Art Car
- 2005: Black City (Schwarze Stadt)
- 2005: Happy Weather (Sturmwetter). Die Arbeit, bestehend aus drei Grafikblättern (Local Calm / Lokale Ruhe; Diffraction / Diffraktion; Circulation / Zirkulation) entstand drei Wochen nach dem Wirbelsturm Katrina. Der Titel bezieht sich auf das gleichnamige Werk von Caravaggio von 1607
- 2004: Seven Acts of Mercy (Sieben Werke der Barmherzigkeit)
- 2003: Congress (Kongress)
- 2001: Untitled I. Die Arbeit wurde 2010 für 850.000 Dollar versteigert.[3]

## Ausstellungen (Auswahl)
- 2012: Mogamma (A Painting In Four Parts); dOCUMENTA (13), Kassel
- 2010: Julie Mehretu: Grey Area. Solomon R. Guggenheim Museum, New York, NY
- 2009: Julie Mehretu: Grey Area. Deutsche Guggenheim, Berlin, DE
- 2008: Julie Mehretu: City Sitings. Williams College Museum of Art, Williamstown, USA
- 2007: Julie Mehretu: Black City. Louisiana Museum of Modern Art, Humlebæk
- 2007: Julie Mehretu: Black City. Kunstverein Hannover, Hannover
- 2006: Africa Remix: Contemporary Art of a Continent. Hayward Gallery, London
- Centre Pompidou, Paris
- 2005: Currents. Saint Louis Art Museum
- 2004: Matrix. Berkeley Art Museum, University of California Berkeley
- Whitney Biennial, Whitney Museum of American Art, New York
- 26. Bienal de São Paulo
- 2003: Julie Mehretu: Drawing into Painting. Walker Art Center, Minneapolis
- Istanbul Biennale
- 2002: Drawing Now: Eight Propositions. Museum of Modern Art New York.
- 2002: Julie Mehretu: Renegade Delirium. White Cube, London.
- 2000: Five Continents and One City. Museo de la Cludad de México, Ciudad de México.
- Greater New York. P.S.1, New York.

## Öffentliche Sammlungen
- Louisiana Museum of Modern Art, Humlebæk
- Walker Art Center, Minneapolis
- Museum of Modern Art, New York
- Foundation for Contemporary Arts, New York

## Preise und Stipendien (Auswahl)
- 2021: Mitglied der American Academy of Arts and Sciences
- 2005: American Art Award 2005 – Whitney Museum of Art, New York
- 2005: MacArthur Fellow
- 2003: Artist in Residency at Walker Art Center, Minneapolis
- 2002: Penny McCall Foundation Grant
- 2001: The Louis Comfort Tiffany Foundation Grant AIR Program at The Studio Museum in Harlem, New York, NY